# Kirjat Šmu'el (Haifa)

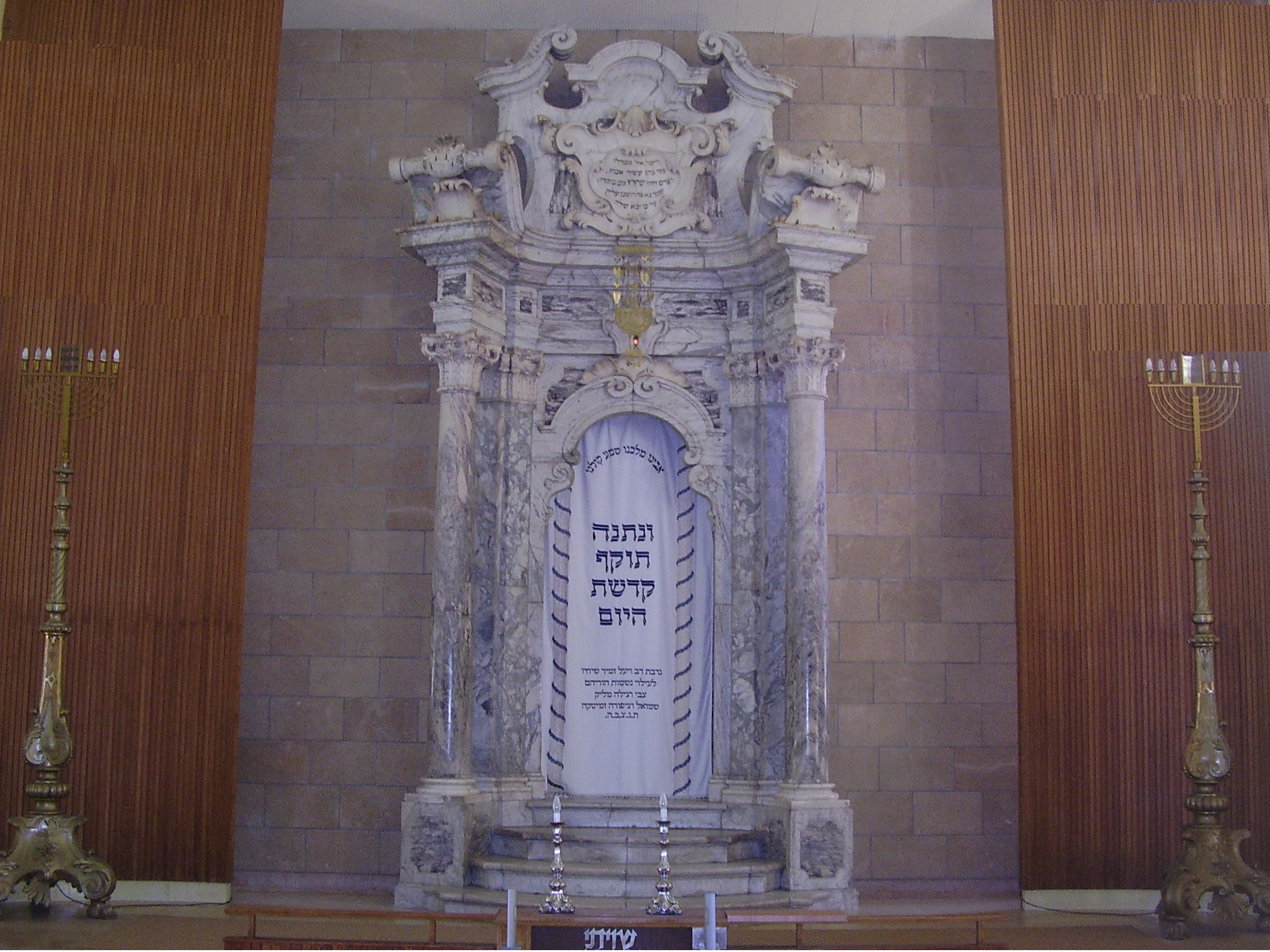
Interiér hlavní synagogy v Kirjat Šmu'el

Kirjat Šmu'el (hebrejsky: קריית שמואל, doslova Samuelovo město, anglicky: Kiryat Shmuel) je městská čtvrť v Haifě v Izraeli.
Nachází se v nadmořské výšce cca 10 metrů u pobřeží Haifského zálivu, cca 8 kilometrů severovýchodně od centra Haify. Město je sice administrativní součástí Haify, ale urbanisticky se nachází v izolovaném seskupení satelitních měst zvaných Krajot. Hlavní dopravní osou těchto měst je Dálnice číslo 4. Oblast je zároveň napojena na železniční trať z Haify do Naharije, která má stanice v sousedním Kirjat Chajim i Kirjat Mockin. Populace Kirjat Šmuel je v naprosté většině židovská, bez výraznějšího arabského prvku. Oblastí prochází pobřežní železniční trať. Nachází se tu železniční stanice Kirjat Mockin.

## Dějiny
Kirjat Šmu'el byl založen roku 1938 jako samostatná obec určená pro nábožensky orientované obyvatele. Zpočátku šlo o volnou zástavbu převážně přízemních domků, teprve od 50. let 20. století zde docházelo k výstavbě vícepatrových domů. Osada byla pojmenována po Šmu'elovi Chajimu Landauovi - předákovi hnutí náboženských sionistů ha-Po'el ha-Mizrachi. Roku 1952 byla začleněna do Haify jako její městská čtvrť.
V roce 2003, v souvislosti s reformou správy a samosprávy, se v Knesetu projednával návrh zákona o slučování některých obcí. V podkladech se zmiňovala i možnost sloučit města Kirjat Mockin, Kirjat Jam a Kirjat Bialik do jedné obce, ke které by se ještě připojily čtvrtě Haify Kirjat Chajim a Kirjat Šmu'el, čímž by vzniklo město s téměř 150 000 obyvateli. Návrh ale v tomto případě nebyl realizován.

## Demografie
V Kirjat Šmu'el žilo cca k roku 2005 cca 5 000 obyvatel. Obyvatelstvo sestává z nábožensky orientovaných židů různých směrů. Od 90. let 20. století se v Kirjat Šmu'el usadili četní židovští přistěhovalci, zejména z bývalého SSSR. K roku 2005 se uvádí, že na severu čtvrti vzniká nový obytný okrsek, díky jehož dokončení se v letech 2006-2007 počítalo s nárůstem počtu obyvatel o cca 1500.